# Leonardo Rheinmetall Military Vehicles
Leonardo Rheinmetall Military Vehicles (LRMV) ist ein in Gründung befindliches deutsch-italienisches Joint Venture der Rüstungsunternehmen Leonardo S.p.A. und Rheinmetall. Der Hauptsitz soll in Rom, das operative Zentrum in La Spezia in Ligurien liegen, wo Leonardo bereits ein Werk besitzt. Das Unternehmen soll zu gleichen Anteilen gehalten werden und die Produktion zu 60 % in Italien liegen.
Das neue Unternehmen soll sich um die Umsetzung zweier Projekte des italienischen Heeres kümmern, die auf zwei von Rheinmetall gefertigten Panzermodellen basieren. Das Projekt Italian Main Battle Tank (IMBT) beruht auf dem Kampfpanzer KF51 Panther, während das Projekt Armored Infrantry Combat System (AICS) sich auf dem Schützenpanzer Lynx aufbaut. Ersteres sieht vor, den Panther mit italienischer Elektronik und mit der bewährten 120mm L55A1 Glattrohrkanone, allerdings mit automatisiertem Munitionsfluss, von Rheinmetall auszurüsten.
LRMV wird für das italienische Heer 132 Kampfpanzer und 140 davon abgeleiteten Berge-, Brückenlege- und Pionierpanzer auf Basis des KF51 Panther bauen sowie insgesamt 1.050 Panzerfahrzeuge auf Basis des Schützenpanzers KF41 Lynx, in fünf Varianten zur Abdeckung von insgesamt 16 Aufgaben. Der Auftrag hat eine Laufzeit von 15 Jahren und ein Gesamtvolumen von rund 20 Milliarden Euro, wovon ein Teil in die Instandhaltung der italienischen Produktionsanlagen fließen soll.